# Marttinens män
Marttinens män kallades en grupp på 21 finländska officerare som under tiden strax efter fortsättningskriget fann för gott att lämna Finland eftersom de var inblandade i den så kallade vapensmusselaffären. 
Under överste Alpo Marttinens ledning fick de en fristad i USA, där de tog värvning och gjorde en för de flestas del lysande karriär i USA:s armé. De egentliga männen var femton till antalet, förutom Marttinen själv majorerna Antero Havola, Erkki Lahdenperä, Eino Lassila, Paavo A. Kairinen, Aito Keravuori och Teuvo Turtiainen, kaptenerna Olavi Alakulppi, Olavi Pihala, Anto Päivärinne och Toivo Saastamoinen, ryttmästare Vesa Järvinen och löjtnant Kalle Keränen samt fänrikarna Juho Anttila och Sulo Uitto, vilka först vistades på så kallade Nansenpass i flyktingläger i Sverige och livnärde sig bland annat som skogs-, jordbruks- och trädgårdsarbetare. Hotade av landsförvisning lyckades männen efter kontakter med bland annat venezuelanska ambassaden, amerikanska militärattachén i Stockholm, generalmajor Alfred A. Kessler J:r och tillförordnade stabschefen för markstridskrafterna i Pentagon, general Albert Wedemayer, utverka amerikanskt transitvisum till Venezuela jämte tidsbegränsat uppehållstillstånd i USA i november 1946. Ett år senare fick de ett så kallat green card och kunde efter ha undertecknat en "declaration of intention" (en försäkran om att de ville bli amerikanska medborgare) ta värvning – som meniga – i US Army. Efter ytterligare en hänvändelse till Pentagon öppnades vägen för karriär inom amerikanska armén.
Marttinens män anlitades bland annat som experter på vinterkrigföring och i olika specialuppdrag, bland annat i Tyskland, Japan, Korea och Vietnam. Den ursprungliga gruppen utökades i USA med ytterligare sex medlemmar, majorerna Antero Aakkula, Pauli Nysten och Erik Patojärvi, kaptenerna Lauri Törni (sedermera Larry Thorne) och Arvo Vikström samt löjtnant Onni Sinkka, vilka hade tagit sig till Amerika på egna vägar.
Av de 21 slutade åtta (Marttinen, Aakkula, Alakulppi, Kairinen, Keravuori, Keränen, Lahdenperä och Lassila) som överstar, tre som överstelöjtnanter (Havola, Patojärvi och Vikström), två som majorer (Nysten och Törni/Thorne), tre som kaptener (Päivärinne, Saastamoinen och Turtiainen), tre som löjtnanter (Anttila, Sinkko och Uitto), en som sergeant (Järvinen) och en som korpral (Pihala). Alla förlängde inte sitt tjänstekontrakt 1951, utan övergick i civil tjänst (Pihala, Anttila, Päivärinne och Uitto) eller flyttade hem till Finland (Järvinen, Nysten och Turtiainen). Törni försvann 1965 under en stridsflygning med helikopter i Vietnam. Sex av männen tilldelades Legion of Merit och två Purple Heart (Törni fyra gånger); det totala antalet dekorationer gruppen tilldelades var 114.